# Очагавія
Очагавія, Оцагабія (ісп. Ochagavía, баск. Otsagabia) — муніципалітет в Іспанії, у складі автономної спільноти Наварра. Населення — 614 осіб (2009).
Муніципалітет розташований на відстані близько 350 км на північний схід від Мадрида, 46 км на схід від Памплони.
На території муніципалітету розташовані такі населені пункти: (дані про населення за 2009 рік)
- Ідайбеа: 0 осіб
- Іраті: 0 осіб
- Мускільда: 0 осіб
- Очагавія: 614 осіб
- Пікатуа: 0 осіб
- Нуестра-Сеньйора-де-Лас-Ньєвес: 0 осіб

## Демографія
Динаміка населення (INE ):

## Галерея зображень

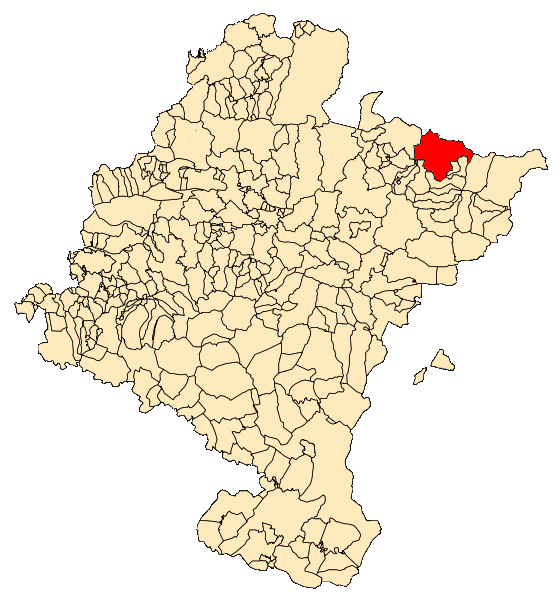
Розташування муніципалітету
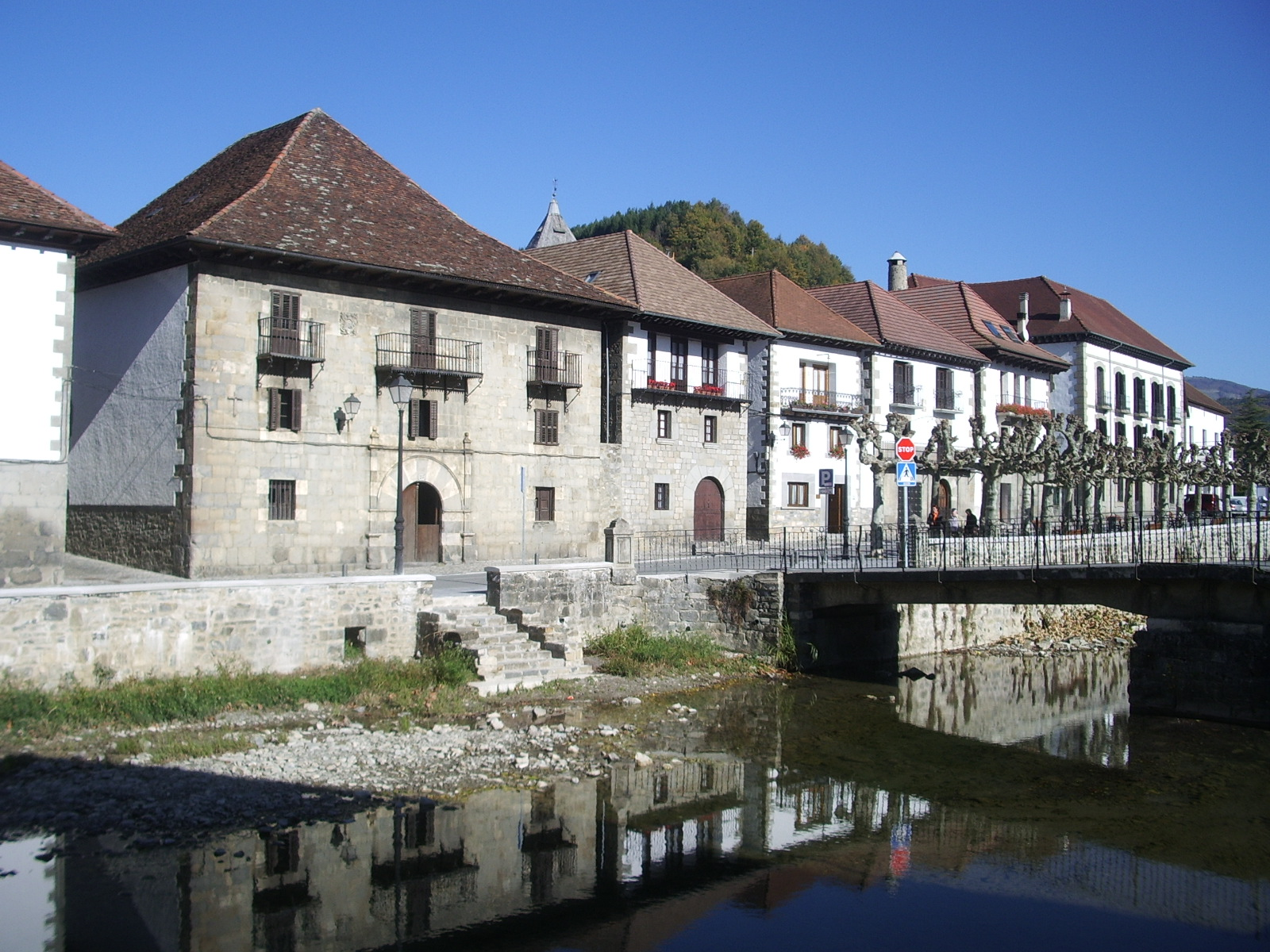
Очагавія
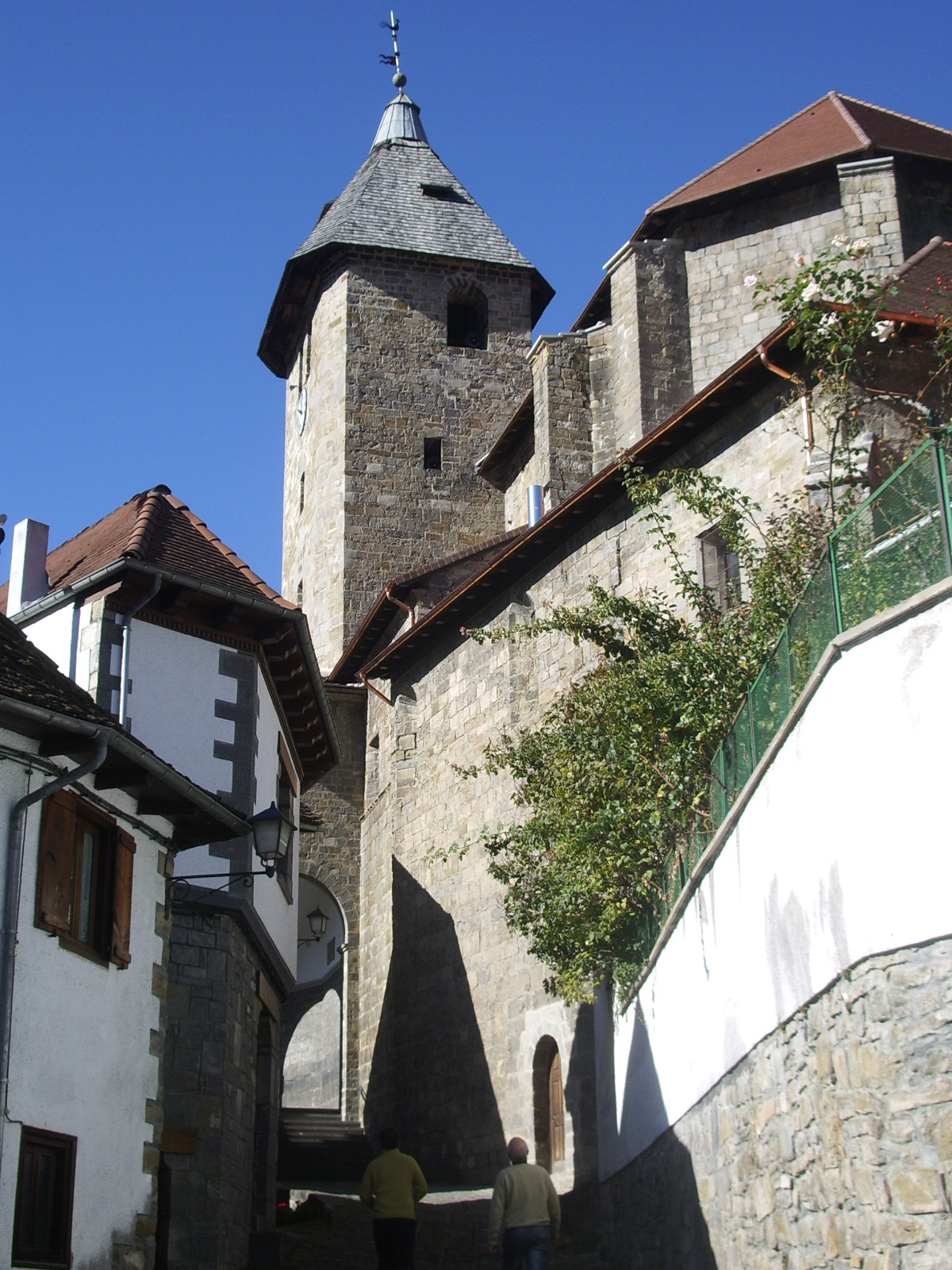
Церква Сан-Хуан-Еванхеліста